# Референдум в Британском Камеруне
Единственный референдум в Британском Камеруне был проведен 11 февраля 1961 года по вопросу определения, следует ли территории присоединиться к соседнему Камеруну или Нигерии. Вариант независимости территории не был представлен в листе плебисцита, так как против него высказался Эндрю Коэн, представитель Великобритании в Совете по опеке ООН. Плебисцит проводился по двум территориям: Северному и Южному Камеруну.
По итогам плебисцита преимущественно мусульманское население северной части территории большинством в 60 % высказалась в пользу присоединения к Нигерии, в то время как преимущественно христианский Южный Камерун высказался большинством в 70,5 % в пользу интеграции с Камеруном.
По итогам референдума Северный Камерун официально стал частью Нигерии 1 июня, в то время как Южный Камерун стал частью Федеративной Республики Камерун 1 октября.

## Результаты
| Выбор                                               | Северный Камерун | Северный Камерун | Южный Камерун | Южный Камерун |
| Выбор                                               | Результат        | %                | Результат     | %             |
| --------------------------------------------------- | ---------------- | ---------------- | ------------- | ------------- |
| Присоединение к Камеруну                            | 97 659           | 40,0             | 233 571       | 70,5          |
| Присоединение к Нигерии                             | 146 296          | 60,0             | 97 741        | 29,5          |
| Испорченные/пустые бланки                           |                  | -                |               | -             |
| Всего                                               | 243 955          | 100              | 331 312       | 100           |
| Зарегистрировано                                    | 292 985          |                  | 349 652       |               |
| Источник: Nohlen et al., African Elections Database |                  |                  |               |               |